# Чижково
Чижково (пол. Czyżkowo, нім. Ziskau) — село в Польщі, у гміні Ліпка Злотовського повіту Великопольського воєводства.
Населення — 256 осіб (2011).
У 1975-1998 роках село належало до Пільського воєводства.

## Демографія
Демографічна структура станом на 31 березня 2011 року:
|          | Загалом | Допрацездатний вік | Працездатний вік | Постпрацездатний вік |
| -------- | ------- | ------------------ | ---------------- | -------------------- |
| Чоловіки | 118     | 29                 | 79               | 10                   |
| Жінки    | 138     | 39                 | 69               | 30                   |
| Разом    | 256     | 68                 | 148              | 40                   |